# Henry Kulka
Henry (Jindřich, Heinrich) Kulka  (29 de marzo de 1900 - 9 de mayo de 1971) fue un arquitecto de Moravia (Checoslovaquia), emigrado a Nueva Zelanda, que fue una figura clave en el desarrollo de la arquitectura del movimiento moderno en Europa central entre 1919 y 1938. Kulka llevó este enfoque a la planificación espacial y las tradiciones loosianas de la artesanía de materiales naturales a la construcción moderna en Nueva Zelanda (1940-1971), donde fue un pionero de la arquitectura moderna.

## Trayectoria
Henry Kulka nació el 29 de marzo de 1900 en una familia judía en la ciudad de Litovel cerca de Olomouc en la República Checa (entonces en Austria-Hungría). Su padre, Moritz, era dueño de la tienda de cortinas del pueblo. Era el menor de tres hermanos y tenía dos hermanas mayores. El joven Henry fue enviado a Viena para completar su educación secundaria, después de lo cual estudió arquitectura en la Universidad Técnica de Viena. Como sus estudios le parecieron poco inspiradores, no completó su título, sino que prefirió continuar su desarrollo arquitectónico como alumno del arquitecto e ideólogo moderno Adolf Loos. Se convirtió en asistente de Loos en 1919 y, a fines de 1927, ejerció una práctica de arquitectura conjunta con Loos, como socio colaborador pleno. En 1927 se casó con Hilda Beran y tuvieron dos hijos, Richard y Elizabeth (Maru). La joven pareja participó activamente en la rica vida intelectual de Viena de esa época. Después de la muerte de Loos en 1933, Kulka continuó su trabajo en Viena. Cuando los nazis ocuparon Austria en 1938, Kulka y su familia huyeron a Checoslovaquia, donde vivía la familia de su esposa. Cuando los nazis invadieron Checoslovaquia logró viajar a Inglaterra, viéndose obligado a dejar atrás a su familia. Gracias a las cálidas cartas de recomendación de Jan Masaryk, Arnold Schoenberg y Karen Michaelis, obtuvo visas para su familia y para él mismo para emigrar a Nueva Zelanda. Después de viajar por rutas separadas, se unió a su familia en Nueva Zelanda. Se instaló en Auckland, donde encontró empleo en la Fletcher Construction Company. Fue arquitecto jefe en Fletcher's, diseñando numerosos edificios comerciales y residencias privadas, hasta su jubilación en 1960. Desde 1960 hasta su muerte en 1971 diseñó y realizó prolíficamente casas particulares. Murió en Auckland en 1971 a la edad de 71 años.

## Carrera profesional

### Comienzos
En 1919, después de un breve período en la Universidad Técnica de Viena, Henry Kulka comenzó sus estudios en la Escuela de Construcción del arquitecto Adolf Loos.
Loos enfatizó que toda arquitectura debe estar relacionada con la actividad humana y evolucionar a partir de ella: la forma sigue a la función. Loos se opunía a la ornamentación innecesaria en la arquitectura. Abogó por el uso de materiales naturales no adulterados y el respeto por la artesanía cualificada. Sus diseños incluían especificaciones de revestimiento de materiales de calidad como piedra, mármol y madera. La característica única del diseño de Loos fue la planificación tridimensional más tarde llamada Raumplan por Kulka y descrita en palabras de Kulka; “Las habitaciones de sus casas están situadas en varios niveles, interrelacionados en proporciones armoniosas, el espacio fluye hacia el espacio, pero formando una unidad compacta. Los niveles no están vinculados a un piso especial (planta baja, primer piso, etc.) y no son el resultado de simplemente dividir una habitación en partes. Los pisos son habitaciones interrelacionadas con vistas abiertas, con los niveles conectados por escalones ” 
Kulka tenía afinidad por el pensamiento de Loos y una gran aptitud para la planificación tridimensional, se convirtió en asistente de Loos (1919) y más tarde se convirtió en su socio (1927), desarrollando aún más el concepto del Raumplan.
En 1922, Kulka ayudó a Loos en la realización de la primera casa cúbica de Raumplan, la Villa Rufer en Hietzing, Viena.
Entre 1921 y 1922 Kulka diseñó, de forma autónoma, un Raumplan cúbico en dimensiones cúbicas más pequeñas que la Villa Rufer. El prototipo de diseño autónomo de Kulka se conoció posteriormente como Cubic, Dice o Würfelhaus, y fue realizado en Viena por Kulka una década más tarde en el 55 Künniglbergasse, de Hietzing.
Durante el período 1923-1927, Kulka trabajó entre Stuttgart, Viena y París ya que Loos se basó en París durante este período. Kulka colaboró con Ernst Otto Oswald en la propuesta ganadora del concurso para diseñar la Torre Tagblatt de Stuttgart, que fue construida en 1927. En 1927, Kulka pasó el año dirigiendo la oficina de Loos en París, liderando el diseño de la Villa Moller Raumplan (después de que Loos y el colega de Kulka, Zlatko Neuman, regresaran a Zagreb), la boutique de moda Paris Knize y otros proyectos no realizados como la famosa Villa Raumplan para Josephine Baker. En 1928, Kulka y Loos regresaron a Viena y dirigieron el estudio como socios colaboradores plenos. La esposa de Henry Kulka, Hilda Kulka de soltera Beran, fue su gerente durante este período. En los últimos años de su vida Loos estuvo menos activo debido al deterioro de su salud.
Durante esos años, las obras atribuidas a Loos, como la casa Khuner de 1929 en Semmering, Austria, fueron diseñadas principalmente por Kulka. En el mismo período, Kulka también participó en la planificación de Villa Müller en Praga y las casas Wien Werkbund.
En 1930, Kulka fue el autor de la primera gran monografía sobre la obra de Loos; 'Adolf Loos: La obra del arquitecto' publicada por Anton Schroll Verlag.

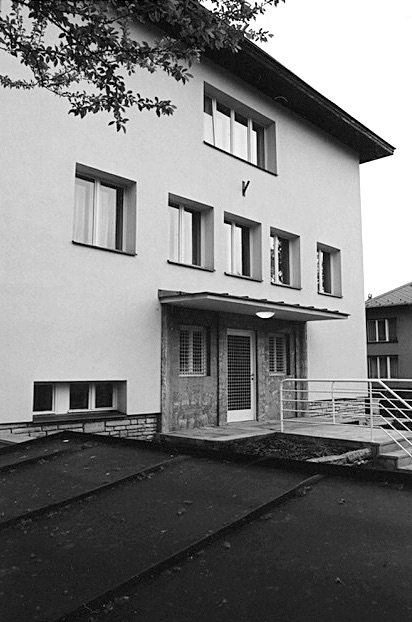
Villa Holzner Raumplan, fachada norte. Hronov, República Checa. Diseñado y realizado por Henry Kulka en 1937. Imagen de fachada simétrica de travertino orientada al norte.

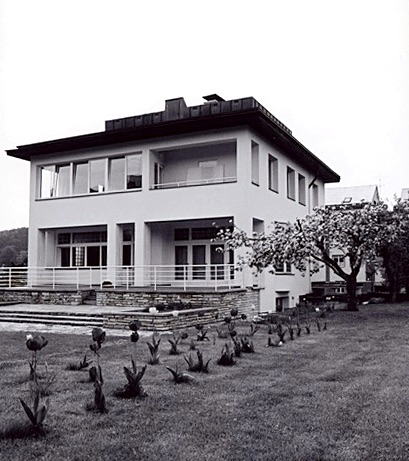
Villa Holzner Raumplan, fachada orientada al sur. Diseñada y realizada por Henry Kulka en 1937.

### Últimas obras en Europa
Después de la muerte de Loos en 1933, Kulka continuó su práctica arquitectónica, manteniendo su oficina de Viena y abriendo una segunda oficina satélite en Hradec Králové en Checoslovaquia para servir a los encargos en Bohemia y Moravia.
Entre 1932-1938, Kulka desarrolló nuevas tipologías cúbicas de villas y apartamentos de Raumplan. Además de la funcionalidad, el enfoque de Kulka fue humanista. Consideró los sentimientos de las personas que habitan el espacio de sus edificios, esforzándose por darles una sensación de armonía y bienestar. Entre estas obras se encuentran la Casa Weissmann de 1932 en Hietzing Viena, el Apartamento Oskar Semler Raumplan de 1933 en Pilsen, la Villa Kantor Cubic Raumplan de 1934 en Jablonec, una pequeña Raumplan de 1934 para el Dr. Samuel Teichner en Spicak en Zelezna Ruda y la Villa Holzner Raumplan en Hronov, cerca de Nachod.
Un buen ejemplo del trabajo de Kulka en Raumplan en este momento es la Villa Kantor de 1934. Este Raumplan cúbico se adaptó a los requisitos de un médico que necesitaba una sala de consulta funcional ubicada dentro del corpus de una cómoda casa familiar. La envolvente exterior del edificio es cúbica y está realizada en estuco fino perforado por una fenestración simétrica en la fachada frontal y un posicionamiento asimétrico funcional de los ventanales a los lados de la casa. La simetría de la fachada se mantiene mediante el uso de una proyección de pared clásica que se adapta a la circulación interna. El interior de la villa está revestido con maderas de colores claros y mármol. La casa tiene ventanas más grandes que las villas de Kulka con Loos. Kulka deja entrar más luz e incorpora una selección cromática más clara de materiales de revestimiento. Es en la gestión más relajada y sutil de la transición espacial que Villa Kantor evoluciona en el plano y apunta hacia los cambios que Kulka llevaría a su trabajo posterior en Nueva Zelanda.

### Obras en Nueva Zelanda

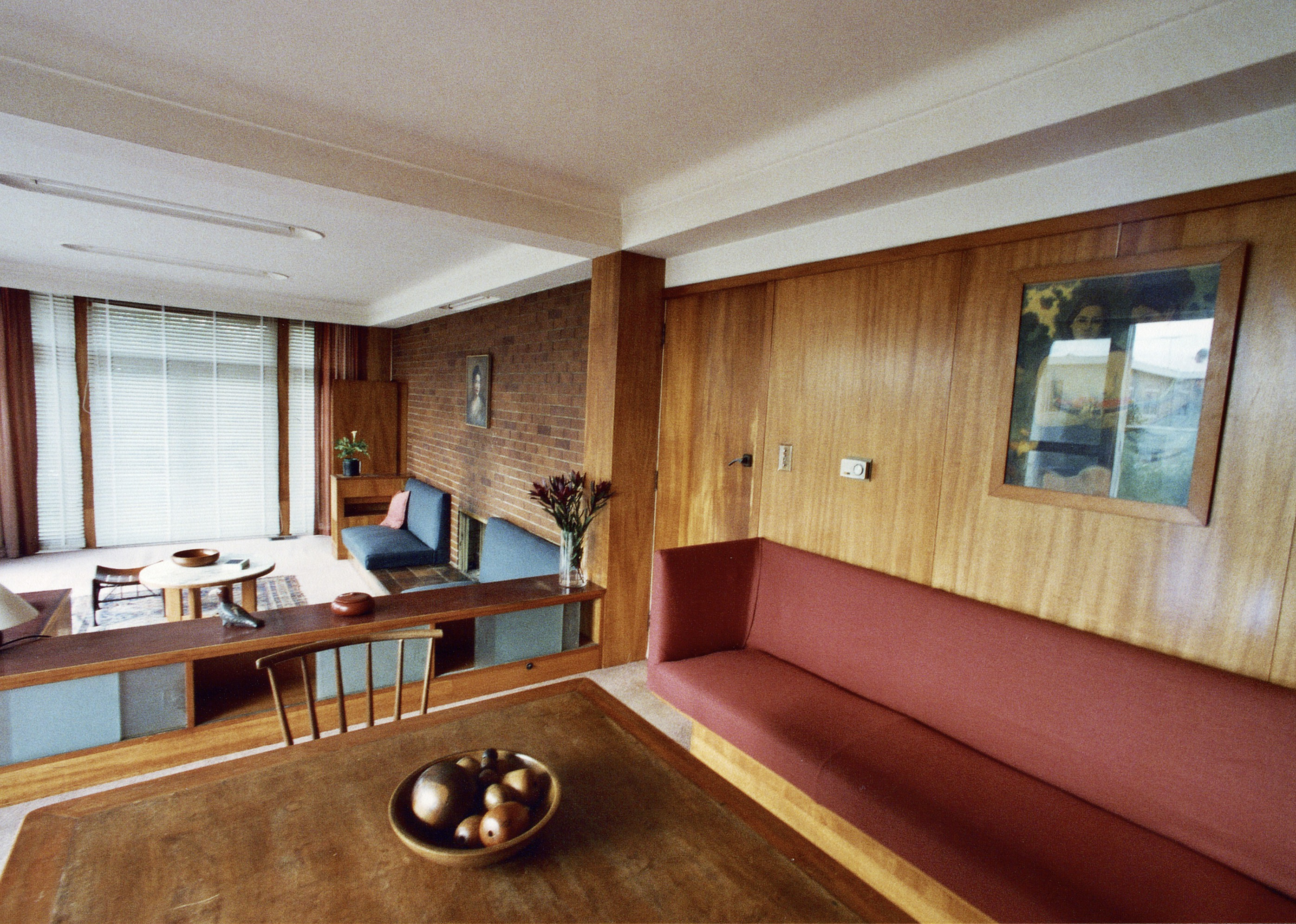
Harvey House “Four Winds”, diseñada por Henry Kulka. Residencia privada de madera para el industrial neozelandés Alex Harvey, Redoubt Road, Manukau, Auckland, Nueva Zelanda, 1944.

Kulka comprendió que no podía trasplantar su modo de operación europeo a Nueva Zelanda. Se adaptó notablemente bien a las diferentes condiciones de construcción, que incluían el clima, los métodos de construcción, los materiales y la disponibilidad de espacio. El estilo compacto de construcción que caracterizaba su trabajo europeo de orientación más vertical se volvió menos necesario. Conservó muchos elementos que caracterizaron sus casas europeas, como los asientos empotrados alrededor de las chimenea, los muebles empotrados en la periferia de las habitaciones, los comedores elevados que se abren al espacio habitable y los techos planos. Tenía un extraordinario sentido de la calidad y reconoció la belleza de la madera de arce de Nueva Zelanda, que utilizó para recubrir sus casas con finos paneles de madera. Kulka dijo que "quería que el interior de sus casas se viera como el interior de un violín". Al principio, su estilo fue considerado excéntrico y provocador por el público, pero en años posteriores fue más apreciado y emulado por los jóvenes arquitectos modernos.
Desde 1940 hasta 1960, Kulka fue el arquitecto jefe de la Fletcher Construction Company, para quien diseñó una gran cantidad de edificios comerciales y públicos, así como casas privadas. Sus diseños fueron diversos: casas familiares, bungalows, casas de playa, casas con galerías, apartamentos, bibliotecas, iglesias y monumentos. Estos se realizaron en gran parte en Nueva Zelanda, aunque construyó una cantidad limitada de estructuras para Fletcher en Samoa, Tonga y Fiji. Kulka siguió de cerca los cambios en la tecnología de la construcción y empleó estas nuevas técnicas en sus diseños comerciales. Se estima que Kulka diseñó y realizó más de 100 estructuras comerciales durante el período de industrialización de la posguerra de Nueva Zelanda. Los rasgos característicos de las estructuras comerciales de Kulka incluyen fachadas simples y sólidas fuera del exhibicionismo estructural o decorativo. Sus sencillos sobres exteriores se acordaron bien con el ambiente de la posguerra, que favorecía la modestia y la utilidad cívicas. Las salas de recepción y de juntas de estas estructuras comerciales estaban revestidas con madera y piedra autóctonas. Kulka introdujo muchas innovaciones en sus diseños industriales, incluida la iluminación natural y la introducción a Nueva Zelanda del techo de fábrica en dientes de sierra. En el edificio E. A Robinson (1959), Kulka diseñó un sistema de doble ventana para que las oficinas dentro de las secciones más profundas de esa estructura pudieran beneficiarse de las fachadas de vidrio internas que permitían que la luz natural penetrara en estos espacios de trabajo. En la entrada del edificio Fletcher (1941-1942), Kulka diseñó una espectacular escalera curva forrada con mármol claro y madera nativa ámbar.

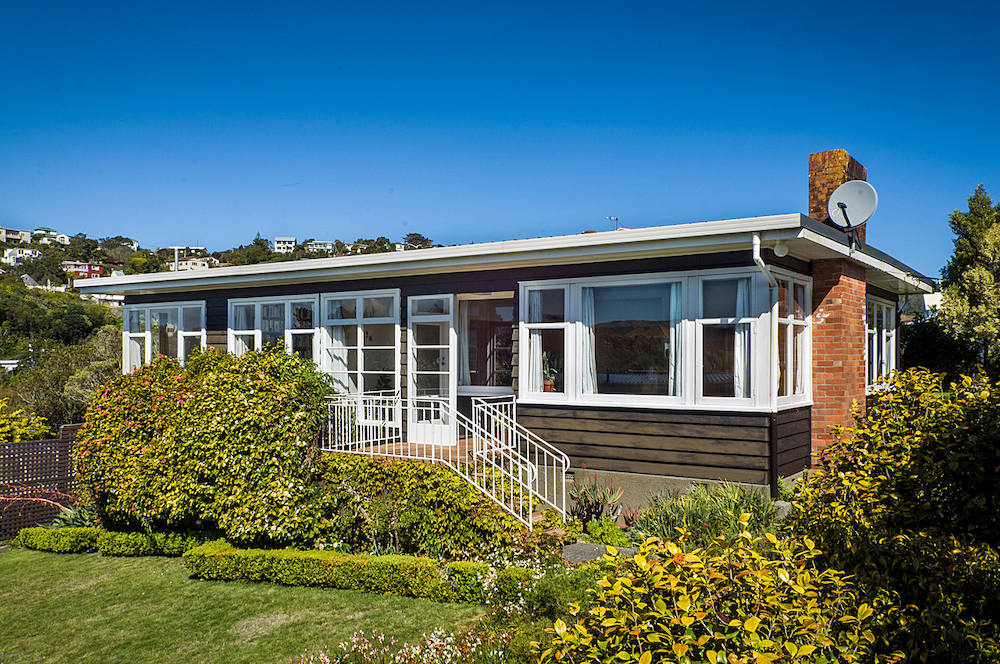
Halberstam House, Campbell Street, Karori, Wellington, Nueva Zelanda. Diseñada por Henry Kulka en 1948. Vista del frente de la casa.

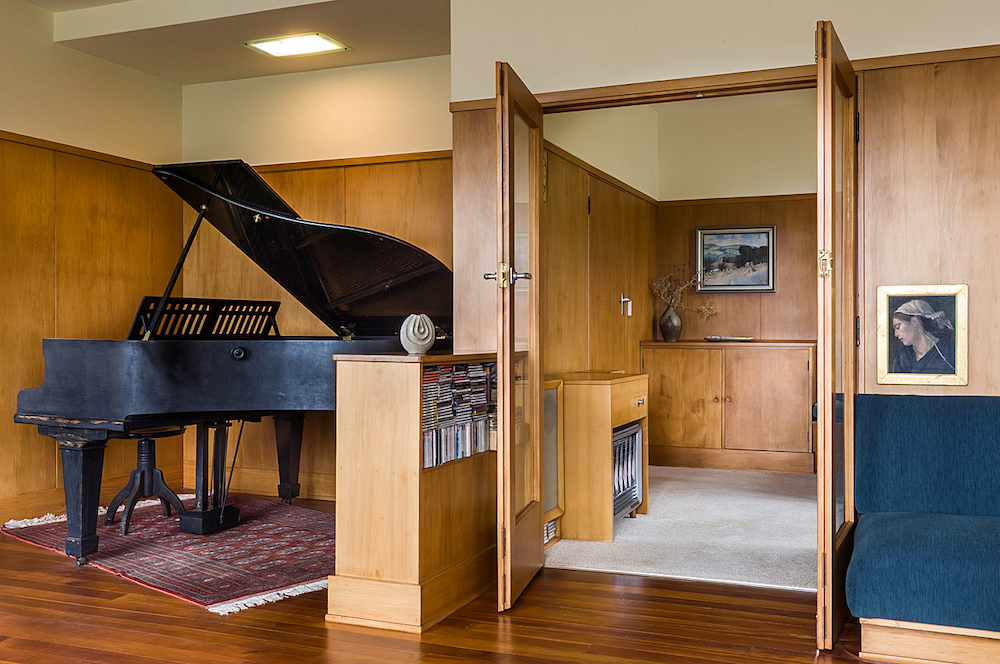
Halberstam House, Campbell Street, Karori, Wellington, Nueva Zelanda. Diseñada por Henry Kulka en 1948. Vista del salón interior con orientación sureste.

En ejercicio privado, Kulka realizó más de 40 hermosas casas de madera en toda Nueva Zelanda. Sus casas de madera fueron innovadoras en su resolución espacial y material. La Casa Halberstam en Wellington (1948) es un excelente ejemplo de la capacidad de Kulka para diseñar viviendas mínimas compactas. El bungalow de un solo nivel se encuentra en la cima de una pequeña colina en Wellington. Tenía un presupuesto de construcción muy modesto y se impusieron las restricciones de construcción de posguerra. A pesar de estas limitaciones, Kulka construyó un llamativo bungalow cúbico revestido con tablas teñidas de oscuro en el exterior con la sorpresa de un interior luminoso y relajante que consta de finos paneles de madera nativa de color miel y yeso fibroso limpio. En esta casa familiar de tamaño modesto, un pequeño rincón para el piano se construye sutilmente en el salón. Este rincón está separado del cuerpo principal del salón por el mínimo gesto de una estantería que se proyecta un poco hacia el salón. Un pequeño techo rebajado sobre el rincón se suma a la sensación de separación y comodidad de este subespacio. Los asientos empotrados a ambos lados de una chimenea se colocan hacia la vista de las colinas del norte y la luz. Comodidad, economía y funcionalidad se combinan para lograr una sensación de delicado refinamiento. A pesar de la escala más modesta de la villa Halberstam en comparación con otras casas Kulka en Nueva Zelanda, sigue siendo un ejemplo del espíritu de su trabajo. 

## Lista de proyectos

### Grandes obras europeas

#### Como asistente de Loos
- 1919-1922, Heuberg y Lainz Siedlungs, Viena
- 1922, Villa Rufer, Viena
- 1922-23, Proyecto de 20 Villas, (no realizado)
- 1927, Knize Men's Couturier, París
- 1927, Villa Moller, planificación en París, construcción supervisada por Jacques Groag, Viena
- 1927, Maison Baker, Proyecto Raumplan (no realizado), para la artista estadounidense Josephine Baker
- 1928, Villa Müller, Praga

#### En asociación / colaboración con Loos
- 1928, Zelenka Commercial Building, (no realizado) Viena
- 1929, Proyecto Villa Bojko Raumplan (no realizado), Viena
- 1929, Portal, venta minorista de moda masculina, Albert Matzner, Rotenturmstrasse 6, Viena
- 1930, Portal, minorista de moda masculina, Albert Matzner, Kohlmessergasse 8, Viena
- 1930, Casa de campo (Landhaus) Khuner, Kreuzberg, Payerbach
- 1932, Werkbundsiedlung Dopplehäuser, Hietzing, Viena

#### Obras europeas
- 1930, Kawafag Weekendhaus, Type Hygiene, realizada en Dresde 1931
- 1932, Villa Weissmann, Cubic Raumplan House, Hietzing, Viena
- 1933, Apartamento Oskar Semler Raumplan, Pilsen
- 1934, Teichner Mountain Raumplan House, Špičák / Železná
- 1934, Villa Kantor Archivado el 22 de octubre de 2016 en Wayback Machine. Cubic Raumplan, Jablonec
- 1934 Knize Menswear Store, Praga
- 1935, tienda minorista estanco real, Bucarest
- 1935, Parker Pen Shop, Viena
- 1937, Villa Hoeboken, Viena
- 1938-39, edificio de apartamentos escalonado Löwenbach, Hradec Králové
- 1939, Villa Holzner Raumplan Archivado el 22 de octubre de 2016 en Wayback Machine., Hronov

### Obras seleccionadas de Nueva Zelanda

#### Comercial
- 1941, Sede del edificio Fletcher y fábrica de madera contrachapada, Auckland.
- 1944, Industrias Dominion, Dunedin
- 1947, Iglesia Metodista, Apia, Samoa Occidental
- 1948, Proyecto para el Banco Nacional de Nueva Zelanda, Auckland
- 1953, Portland Cement Works, Whangarei
- 1954, Dalgety & Co., Hamilton
- 1955, CL Innes and Co.Ltd, Hamilton (ahora rebautizado como Meteor Theatre)
- 1955, fábrica y oficinas Fisher & Paykel, Auckland
- C. 1955, Kempthorn & Prosser, renovaciones en las instalaciones
- 1957, Vulcan Steel, Auckland
- C. 1959, Robinson Printing Works, Auckland
- 1959, Dominion Breweries, ampliaciones

#### Residencias privadas seleccionadas[18]
- 1947, Casa Briess, St Heliers, Auckland
- 1948, Casa Halberstam, Wellington
- 1948, Casa Friedlander, West Auckland, Auckland
- 1948, Casa Tretter, Kohimarama, Auckland
- c.1952, Casa Hoffmann, Drury
- 1958, Casa Fletcher, Epsom, Auckland
- 1960, Speight Road Apartments, Mission Bay, Auckland
- 1960, Casa Strauss, St Johns, Auckland
- 1962, Casa Schenirer, Howick, Auckland
- 1962, Casa Mayer, St Heliers, Auckland
- 1964, Casa Fischmann, Remuera, Auckland
- 1965, Casa Fraser, Pokuru, Te Awamutu
- 1966, Casa Mayerhoffler, Blockhouse Bay, Auckland
- 1967, House Marti y Gerrard Friedlander, Herne Bay, Auckland
- 1969, Casa Marleyn, North Shore, Auckland

## Publicaciones
Kulka es autor de numerosos textos sobre arquitectura, que incluyen la siguiente selección:
- Kulka, H, 'Das Kawafag-Weekendhaus. Type Hygiene-Dresden 1930-31 ', Das Kawafag-Eigenheim, Nr. 3 (1931)
- Kulka, H, 'Adolf Loos: Das Werk des Architekten' (Viena: Anton Schroll Verlag), 1931
- Kulka, H, 'Adolf Loos', Österreichische Kunst 1 (1931)
- Kulka, H, 'Byt a Umeni', O nezbytnych a zbytecnych vecech v modernim byte, 4, (1931)
- Kulka, H, 'Portal, Viena 1, Rotenturmstrasse mit A. Loos' ', Profil, 2: 4 (1934)
- Kulka, H, 'Dom jednorodzinny Wien-Lainz' Dom Osiedle Mieszkanie, 7, (1936)
- Kulka, H, 'Una pequeña casa en Viena', The Architect and Building News, 145, 25.03.1936
- Kulka, H, 'Ein Arzthaus en Gablonz, Forum (Bratislava) 7 (1937)
- Kulka, H, 'Adolf Loos: 1870-1933', en Architects 'Year Book 9, ed. Por. Trevor Dannatt (Londres: Elek, 1957)
- Kulka, H, 'Bekenntnis zu Adolf Loos' Alte und Moderne Kunst 15 (1970)